# ماناناغال
الماناناغال (أحيانًا يتم الخلط بينه وبين الوواكواك، أسوانغ ويترجم حرفيا إلى "
مزيل") هو مخلوق أسطوري يشبه مصاص الدماء موطنه الفلبين، وحش حاقد يأكل الإنسان ويمتص الدم مثل وحش أو ساحر.

## الأساطير
توصف الماناناغال بأنها مخيفة، وغالبًا ما تكون بشعة، وعادة ما يتم تصويرها على أنها أنثى، وقادرة دائمًا على قطع جذعها العلوي وإبراز أجنحة ضخمة تشبه الخفافيش لتطير في الليل بحثًا عن ضحاياها. تأتي كلمة ماناناغال من Tanggal كلمة tagalog ، والتي تعني «إزالة» أو «فصل»، والتي تترجم حرفياً على أنها «مزيل» أو «فاصل». في هذه الحالة «الشخص الذي يفصل نفسه». ينشأ الاسم أيضًا من تعبير مستخدم لجذع مقطوع.
يقال أن الماناناغال يفضل الفريسة النائمة، والنساء الحوامل، باستخدام لسان طويل مثل خرطوم لامتصاص قلوب الأجنة، أو دم شخص نائم. كما أنه يصطاد المتزوجين حديثًا أو العاشقان. نظرًا لكون العريس في المذبح أحد أهدافه الرئيسية. ترك الجذع السفلي المقطوع واقفا، وهو أكثر ضعفا من النصفين. إن رش الملح، أو تلطيخ الثوم المسحوق أو الرماد على الجزء العلوي من الجذع، قاتلة للمخلوق. ثم لن يتمكن الجذع العلوي من الانضمام إلى نفسه وسيهلك عند شروق الشمس.
تحظى أسطورة الماناناغال بشعبية في مناطق Visayan في الفلبين، خاصة في المقاطعات الغربية من Capiz و Iloilo و Bohol و Antique. هناك حسابات مختلفة لميزات ماناناغال. مثل مصاصي الدماء، مخلوقات الفولكان الفولكلورية، والأسوانغ، يقال أن ماناناغال يكره الثوم والملح والماء المقدس. كما كانت معروفة لتجنب الخناجر والضوء والخل والتوابل، والتي يمكن أن تصمم على أنها سوط. يمكن العثور على الفولكلور من المخلوقات المماثلة في الدول المجاورة لإندونيسيا وماليزيا. مقاطعة Capiz هي موضوع أو تركيز العديد من قصص ماناناغال، كما هو الحال مع قصص أنواع أخرى من المخلوقات الأسطورية، مثل الأشباح، العفاريت، الغول التي يشار إليها بشكل عام باسم اسوانغ. يزعم أن المشاهد هنا، ويقال أن بعض السكان المحليين يؤمنون بوجودها على الرغم من التحديث. يشارك الماناناغال بعض الميزات مع مصاص دماء الفولكلور البلقان، مثل كرهه للثوم والملح وقابلية التعرض لأشعة الشمس.

## حسابات تاريخية
«سُمي السابع ماجتاتانغال، وكان هدفه إظهار نفسه في الليل للعديد من الأشخاص، بدون رأسه أو أحشاء. في مثل هذا الحكمة سار الشيطان وحمل، أو تظاهر بحمل، رأسه إلى أماكن مختلفة؛ وفي الصباح أعادها إلى جسده - بقي كما كان من قبل - على قيد الحياة. يبدو لي هذا خرافة، على الرغم من أن السكان الأصليين يؤكدون أنهم رأوا ذلك، لأن الشيطان ربما جعلهم يعتقدون ذلك. حدث هذا في كاتاندوانس.» الأب. خوان دي بلاسينسيا، جمارك التاجالوجيين (1589).

## المظاهر في الفيلم ووسائل الإعلام الأخرى
- (ماناناغال (1927، من إخراج خوسيه نيبوموسينو، كان أول فيلم رعب فلبيني على الإطلاق. إنه فيلم صامت من بطولة ماري والتر يصور ماناناغال في شكله الحالي، مع فصل الجذع العلوي. لم يعرف الكثير عن مؤامرة الفيلم.[4]
- (Manananggal vs. Mangkukulam (1960، من إخراج كونسويلو أوسوريو، هو فيلم كوميدي رعب من إنتاج Lea بطولة بطولة أفضل الكوميديين في الستينيات. من بطولة Pugo و Lopito و Patsy و Chichay و Aruray
- (Mga Bata ng Lagim (1964، مرة أخرى من قبل كونسويلو أوسوريو، يضم مجموعة من النجوم الأصغر في سن المراهقة في الستينيات "Sampaguita-VP All-Stars". مشهد حيث تحول الألماني مورينو وبوي ألانو إلى مانالانغال بعد تطبيق الزيت على أجسادهم، وبعد ذلك غنوا باروبارونج بوكيد فولكونج الشعبي.
- في ليباد، دارنا، ليباد! (1973)، من إخراج مانينغ بورلازا، تلعب غلوريا روميرو دور الآنسة لونا، معلمة مدرسة ناردا المحترمة، التي كانت متجردًا سراً. يشارك في البطولة فيلما سانتوس،
- في (The Dawn (1975، تلعب Perla Bautista دور الأم التي خدعت ابنتها جينا بارينو لتصبح متجردًا كجزء من طقوسها في سن الشيخوخة.
- (Shake ، Rattle & Roll (1984 هو الأول في سلسلة من مختارات الرعب. في حلقة واحدة، من إخراج Peque Gallaga ، يلعب Herbert Bautista مراهقًا في مقاطعة بعيدة. ويقال أن ماناناغال يعيش في المنطقة المجاورة ويأكل الناس. أعطته جدته المهمة لقتل هذا المخلوق. بعد أن وجد طريقة لمنعه من العودة إلى جسده، يجب عليه الآن البقاء على قيد الحياة الليلة لحماية عائلته من هجمات المخلوق. يشارك في البطولة إيرما أليغري وماري والتر.
- في (Impaktita (1989، تلعب جان جارسيا دور فتاة صغيرة تكون والدتها مانالانغال، وعندما تبلغ 18 عامًا، ستتحول إلى مخلوق دموي مصاص دماء في الليل عن طريق صوت غريب من الخفاش وتمتص دم أي شخص حي يمكنها أن تجد. النجوم الآخرون هم ريتشارد غوميز، أغا موهلاتش، جلوريا روميرو، ونيدا بلانكا.
- في حلقة واحدة من (Shake ، Rattle & Roll IV (1992، عائلة مشردة وجيرانها في مدينة مانيلا ابتليت بهجمات من ماناناغال. يشك طفل صغير (IC Mendoza) في أن الراهبة (Aiko Melendez) هي تلك المخلوق، لكن لا أحد يصدقه. يجد نفسه يتسابق لإثبات شكوكه قبل أن يصبح الضحية التالية للوحش.
- Takot Ka Ba Sa Dilim؟ (1996) يعرض مشهدًا قصيرًا حيث تلعب مارجوري باريتو دور امرأة شابة تتحول إلى رجل شجاع في الليل يطارد الضحايا غير المطمئنين. أعضاء فريق الممثلين الآخرين تشمل أنجيلو دي ليون، ريكا بيراليجو، بوبي أندروز، ريد ستيرنبرغ، أماندا بيج.
- في Manananggal في مانيلا (1997)، ينشر متكلم يتحدث الإنجليزية (ألما كونسيبسيون) الرعب في مانيلا.
- Banzai Girl هي سلسلة روايات مصورة لعام 2002 تم إنشاؤها وكتابتها ورسمها للفنانة الفلبينية والنموذج جينكي كورونادو. شخصيتها الرئيسية (تسمى أيضًا جينكي كورونادو) هي تلميذة عادية على ما يبدو، ولكن لها علاقة غامضة بواقعين آخرين. عندما تبدأ عوالمها في الاصطدام، تضطر إلى محاربة الوحوش المختلفة، بما في ذلك ماناناغال الشرسة.
- (Dayo: Sa Mundo ng Elementalia (2008 هو فيلم رسوم متحركة من إخراج روبرت كويلاو الذي تدور أحداثه حول Bubuy (Nash Aguas) الذي خرج لإنقاذ أجداده المختطفين في أرض Elementalia. يتميز بمضرب نباتي ودود يدعى آنا (كاترينا ليغاسبي)، يربطها بأنواع مختلفة من الخفافيش وهي خفاش فواكه، على عكس الأنواع العطشى للدم على أساس الفولكلور. يشارك بوكوانغ النجوم.
- مايكل ديفورج مختارات كاريكاتير تفقد #3 يتضمن ثلاث صفحات هزلية بلا كلمات بعنوان «ماناناغال».
- في الحلقة 5، «أضواء الجزيرة» (جزيرة النار) من أنيمي الأعجوبة: بليد (2011)، بليد وشركائه مواجهة نسخة تحور من ماناناغال وضحاياها أثناء مطاردة الشماس فروست في جزيرة Siquijor، مقاطعة جزيرة في الفلبين.
- ظاهرة أسوانغ (2011)، من إخراج جوردان كلارك، هي استكشاف وثائقي لفولكلور أسوانغ وآثاره على المجتمع الفلبيني. يتم استكشاف تطور وتاريخ ماناناغال من وجهة نظر الثقافة الأنثروبولوجية والجنسية والبوب. التي تنتجها هاي بانكس الترفيه المحدودة، ويشمل المدلى بها بيك غالاغا، رودولفو فيرا، وماريسيل سوريانو.
- في المسلسل التلفزيوني (Aso ni San Roque (2012, من إخراج دون مايكل بيريز، فاطمة (منى لويز ري) هي فتاة عمياء مع قلب من الذهب الذي هو ذرية من هالك وماناناغال. مصيرها هو إنهاء الدمار الذي لحق بآل أسوانغ في العالم البشري بمساعدة أنغيل، تمثال الكلب في سان روكي الذي قام بالرسوم المتحركة بأعجوبة. ويضم كانلاون (غاردو فيرسوزا)، زعيم مانانغغال من Aswang من الرياح (أو aswangs المحمولة جوا). كان يحب وفشل في لورد (LJ Reyes)، منانانغال نفسها وأم فاطمة.
- اللحوم الطازجة (2013), ربطة عنق رواية في المسلسل التلفزيوني خارق من قبل أليس هندرسون، ملامح الشخصيات الرئيسية تقاتل aswang في جبال سييرا نيفادا خلال عاصفة ثلجية. المخلوق في هذه الرواية تمتص الأعضاء البشرية من خلال خرطوم وإدراج أجزاء الجسم من البشر الآخرين في الضحية ثم الأختام الحفرة. الشخصيات الرئيسية جعل سوط يميل مع بارب ستينغراي والمغلفة مع التوابل لقتل المخلوق.
- في منتصف الليل الأزرق الضوء الخاص (2013), المجلد الثاني من سلسلة InCryptid من قبل شونان ماجواير، بطل الرواية فيرتي برايس ذبح manananggal في مستشفى.لعبة مانانغ (2014) هي لعبة الروبوت من قبل Jigzen لعبة استوديوهات مماثلة لفلابي بيرد، ويضم ماناناغال.
- لعبة مانانغ (2014) هي لعبة الروبوت من قبل Jigzen لعبة استوديوهات مماثلة لفلابي بيرد، ويضم ماناناغال.
- الحلقة "Si Esperanza, Ang Rebeldeng Manananggal" ("Esperanza, The Rebel Manananggal") (2014) من المسلسل التلفزيوني الفلبيني Elemento هو عن إسبيرانزا (جليزا دي كاسترو), طبيب أطفال مع اثنين من أبناء فانى، رغبتها في حماية أطفالها وتجنب طريقة حياة كونها ماناناغال. الحلقة من إخراج توبيل لي ويشارك في بطولته فاليري كونسيبسيون وماريا إيزابيل لوبيز.
- حلول الظلام: الهروب (2016) من قبل زينوهي هي أول لعبة رعب فلبينية من أي وقت مضى، وهي لعبة فيديو رعب البقاء على قيد الحياة من أول شخص يضم ماناناغال كشرير اساسي.
- «الأم المخيفة» (فيلم جورجي 2017) لـ Ana Urushadze. ويستند تطوير الشخصية الرئيسية على أسطورة ماناناغال.
- سناب شات لديه ميزة تعرف باسم «شيء»، حيث يظهر هذا المخلوق في الحلقة الأولى من السلسلة.

## مصطلحات وإصدارات أخرى
- Aswang : ومع ذلك، فإن aswang هو مصطلح عام ويمكن أن يشير إلى جميع أنواع الوحوش (عادة الغول، الوحوش، مصاصي الدماء) والسحرة (mangkukulam)، إلخ.
- Tik- tik: يُشار أحيانًا إلى Manananggals باسم tik - tik ، وهو الصوت الذي يصدر أثناء الطيران. يملي الفولكلور أن الصوت أكثر خفوتًا، وكلما اقتربت ماناناغال. هذا لإرباك الضحية. غالبًا ما تشير القطط والغربان السوداء إلى وجود tik-tik ، ويُزعم أن الوجوه أو الأجسام المشوهة لدى الأطفال هي علامات تدل على أعقاب هجوم tik-tik.[5]

## روابط خارجي
- Filipino Folklore: Manananggal
- Mananang Game Official Website